# Meusdorf (Frohburg)
Meusdorf ist ein Ortsteil der Stadt Frohburg im Süden des Landkreises Leipzig in Sachsen.

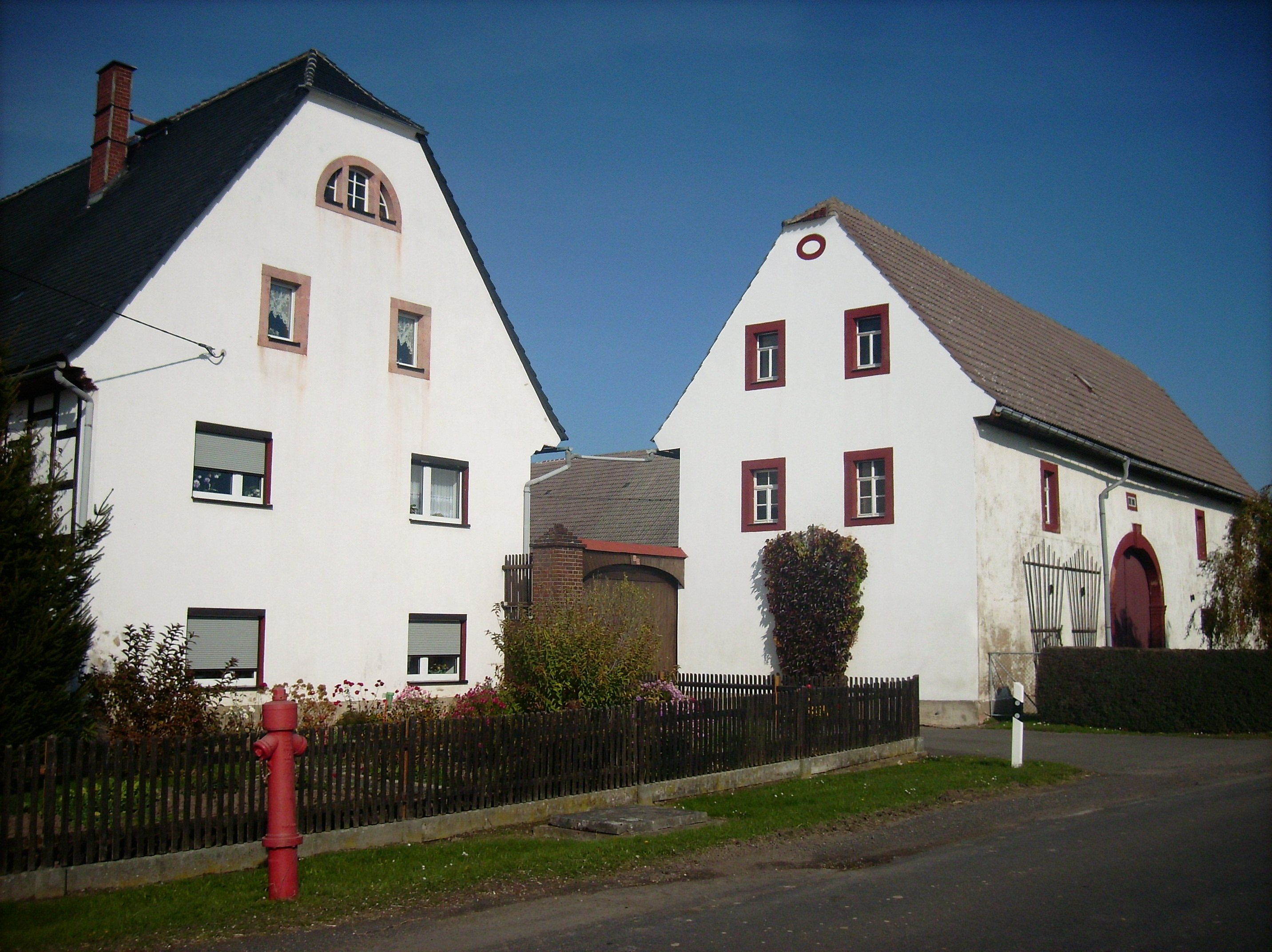
Vierseithof in Meusdorf

## Geografie

### Allgemeine Informationen
Meusdorf ist das am südlichsten und am höchsten gelegene Dorf im ehemaligen Landkreis Leipziger Land. Die Nachbarorte sind Linda und Jahnshain im sächsischen Landkreis Leipzig, Langenleuba-Oberhain im Landkreis Mittelsachsen und die zu Langenleuba-Niederhain gehörigen Ortsteile Neuenmörbitz und Schömbach im thüringischen Landkreis Altenburger Land.

### Physiognomie
Von oben gesehen weist das Dorf eine interessante Dreiteilung auf, welche sich durch drei verschiedene Straßenarme zeigt. In Richtung Osten ordnen sich die Häuser an der Straße Richtung Jahnshain an. Richtung Norden finden sich auch Häuser links und rechts der Straße. In Richtung Westen aber findet sich auf der linken Seite die Jungrindanlage, die ungefähr ein Drittel der gesamten Dorffläche ausmacht. Das Dorf ist ausschließlich von Ackerland umgeben. Das Dorfbild wird von vielen Vierseithöfen mit Fachwerk geprägt.

### Relief
Die Flur Meusdorfs weist ein allgemeines Gefälle von Südosten nach Nordwesten auf.

## Geschichte
Um 1100, davon geht man aus, hätten sich Siedler aus Franken aufgemacht, um Wald zu roden. In dieser Zeit könnte auch Meusdorf entstanden sein. Ursprünglich war der Ort ein Gassendorf. Am 5. Juli 1827 kam es zu einer Brandkatastrophe (im Volksmund „Roter Hahn“ genannt), nur ein Gehöft blieb verschont, im Ergebnis eines deshalb vorgenommenen Flurneuordnungsverfahrens wurden die Häuser nicht mehr so dicht aneinander gebaut und Meusdorf stattdessen Richtung Jahnshain erweitert.
Meusdorf lag bis 1856 im kursächsischen bzw. königlich-sächsischen Amt Borna. Die Gerichtsbarkeit über den Ort lag beim Rittergut Sahlis. Ab 1856 gehörte Meusdorf zum Gerichtsamt Frohburg und ab 1875 zur Amtshauptmannschaft Rochlitz. Im Jahr 1950 erfolgte die Eingemeindung nach Jahnshain und die Zuordnung zum Landkreis Rochlitz. Mit der zweiten Kreisreform in der DDR kam Meusdorf im Jahr 1952 mit Jahnshain zum Kreis Geithain im Bezirk Leipzig, der 1994 im Landkreis Leipziger Land aufging.
Mit der Eingemeindung von Jahnshain im Jahr 1999 wurde Meusdorf ein Ortsteil von Kohren-Sahlis. Seit dem 1. Januar 2018 gehört der Ort zur Stadt Frohburg.

### Einwohnerentwicklung
- 1834: 111 Einwohner
- 1842: 104 Einwohner
- 1871: 130 Einwohner
- 1890: 125 Einwohner
- 1910: 110 Einwohner
- 1925: 117 Einwohner (davon 116 evangelisch und 1 katholisch)
- 1939: 081 Einwohner
- 1946: 155 Einwohner
- 2003: ca. 70 Einwohner
- 2009: ca. 55 Einwohner
- 2015: ca. 50 Einwohner

## Wirtschaft

### Ansässige Unternehmen
- Jungrindanlage Meusdorf
- Reiterhof Vogel

### Verkehr
Meusdorfs Straßennetz ist sehr einfach. Eine Ortsdurchfahrt führt von Jahnshain zur Bundesstraße 95. Von dieser Durchfahrt geht eine Straße in den Nachbarort Linda ab.

## Belege
1. ↑  Einwohnerentwicklung in Frohburg – Einwohner von Frohburg und Ortsteilen zum Stichtag 31.12.2022. (PDF; 194 KB) Stadt Frohburg, abgerufen am 17. November 2023.
2. ↑  Karlheinz Blaschke, Uwe Ulrich Jäschke: Kursächsischer Ämteratlas. Leipzig 2009, ISBN 978-3-937386-14-0; S. 62 f.
3. ↑  Die Amtshauptmannschaft Rochlitz im Gemeindeverzeichnis 1900. Archiviert vom Original (nicht mehr online verfügbar) am 29. Juli 2024; abgerufen am 21. Juli 2025.